# Capitol South (stanice metra ve Washingtonu)
Capitol South je stanice washingtonského metra.
Stanice se nachází na jedné trase, vedou tudy ale dvě linky – modrá a oranžová. Leží přímo v centru města, nedaleko Kapitolu (parlamentu Spojených států amerických) a spousty dalších významných státních institucí. Proto je také velmi důležitá pro návštěvníky města. Konstrukce stanice je jednolodní, podpovrchová s ostrovním nástupištěm. Pro veřejnost byla otevřena 1. července 1977.